# Sole bianco
Sole bianco (Lion of the Sun) è un romanzo di Harry Sidebottom del 2010, uscito in Italia l'anno dopo. È il terzo capitolo della saga Il guerriero di Roma, che ha per protagonista il generale romano Ballista.

## Trama
Anno 260. Il vecchio e fragile Imperatore romano Valeriano, tradito dal suo consigliere più fidato, è catturato dai Sasanidi; la vergogna dei vinti si abbatte su Roma, soprattutto quando l'imperatore si prostra davanti a Sapore I, "re dei re". Il suo fedele generale Ballista osserva impotente questi avvenimenti, ma fa voto di vendicarsi contro coloro che hanno portato l'impero sull'orlo della distruzione con il loro tradimento. Intanto, in Occidente, Gallieno è succeduto al padre come Imperatore, ed è costretto a respingere una nuova invasione di barbari alle porte di Milano, e pertanto non può intervenire in Oriente per salvare il padre. Ormai rimasto da solo a Oriente, Ballista, il "Guerriero di Roma", affronta la sua sfida più grande.

## Personaggi
- Marco Clodio Balista: generale romano e protagonista di tutta la saga, anche stavolta è chiamato a difendere le province orientali dell'impero, ma stavolta si mettono di mezzo anche i Goti.
- Valeriano: imperatore di Roma, che Ballista appoggia fortemente.
- Gallieno: figlio di Valeriano, gli succede come Imperator di Roma quando questi viene catturato dai Sasanidi.
- Sapore I: imperatore della dinastia sasanide.

## Edizioni
- Harry Sidebottom, Sole bianco, traduzione di Elisabetta Bertozzi, Roma, Newton Compton Editori, 2011,  p. 331, ISBN 978-88-541-2815-6.